# Casiano Monegal
Casiano Monegal (* 1885 in Melo; † 12. Oktober 1944) war ein uruguayischer Schriftsteller, Journalist und Politiker.

## Leben
Casiano Monegal, Bruder des Schriftstellers José Monegal, zu dessen wichtigsten Werken wohl "El Hijo" zu zählen ist, hatte vom 15. Februar 1923 bis zum 14. Februar 1926 ein Mandat als Abgeordneter der Partido Nacional für das Departamento Cerro Largo in der Cámara de Representantes inne.
Er war auch Präsident des Fußball-Vereins Melo FC.

## Werke
- Caín (1908)
- Chanzas (1910)
- El hijo (1912)
- Las carabelas (1914)
- Musas hermanas (als Co-Autor mit Federico Acosta y Lara) (1921)
- Décimas a Melo (1944)